# Dorcadion albolineatum
Dorcadion albolineatum är en skalbaggsart som beskrevs av Küster 1847. Dorcadion albolineatum ingår i släktet Dorcadion och familjen långhorningar. Inga underarter finns listade i Catalogue of Life.